# Mohélisångare
Mohélisångare (Nesillas mariae) är en fågel i familjen rörsångare inom ordningen tättingar.

## Utseende och läte
Mohélisångaren är en medelstor gulbrun tätting med lång stjärt. Jämfört med tsikiritysångaren som den delar utbredningsområde med håller den sig sällan i undervegetation. Den skiljer sig dessutom genom kortare stjärt och ljusare gulaktig färgsättning, utan kraftigt streckat bröst. Sången består av en serie gnissliga toner påminnande om en solfågel, dock mörkare. Bland lätena hörs "chek" och "veet", ofta i serier.

## Utbredning och systematik
Fågeln förekommer i skogar på ön Mohéli i ögruppen Komorerna. Den behandlas som monotypisk, det vill säga att den inte delas in i några underarter.

### Familjetillhörighet
Rörsångarna behandlades tidigare som en del av den stora familjen sångare (Sylviidae). Genetiska studier har dock visat att sångarna inte är varandras närmaste släktingar. Istället är de en del av en klad som även omfattar timalior, lärkor, bulbyler, stjärtmesar och svalor. Idag delas därför Sylviidae upp i ett flertal familjer, däribland Acrocephalidae.

## Levnadssätt
Arten hittas i kvarvarande dungar av bergsskog, men även lokalt i ungskog på lägre nivåer. Där ses den födosöka på medelhög nivå i trädtaket.

## Status
Mohélisångaren har ett mycket litet utbredningsområde. Den tros också minska i antal till följd av degradering av dess levnadsmiljö. Internationella naturvårdsunionen IUCN kategoriserar arten som starkt hotad.